# S. Hegyi Lucia
S. Hegyi Lucia (Harkov, 1959. december 17. –) a Magyar Köztársasági Érdemrend lovagkeresztjével kitüntetett magyar divattervező, a Luan by Lucia Divatház ügyvezető igazgatója, vezető tervezője, a Lucia Divatakadémia oktatója és a Luan Lélek-Forma Stúdió-Soul branding vezető tanácsadója. Fő missziója a belső és a külső egyensúlyba kerülésének segítése, a magyar kézműves értékek megőrzése, és a fiatal tehetségek támogatása.

## Fiatalkora
1959-ben született Harkovban, Ukrajnában. Édesapja magyar, édesanyja orosz származású, gyerekkorát Prágában töltötte. Már fiatalon elhatározta, hogy egyszer híres divattervező szeretne lenni, így tudatosan építette karrierjét.

### Tanulmányai
Általános iskolai tanulmányait 1969-1973 között Prágában végezte, majd Budapesten, a Szilágyi Erzsébet Gimnáziumban tanult tovább. 1979-től 1981-ig a Vámos Ilona Szakmunkásképző Intézet, ruhaipari szakán tanult.

### Korai munkássága
Iskolái elvégzése után nem butikot nyitott mint évfolyamtársai, hanem 1981 és 1985 között angol és francia női szabómesteri képesítést szerzett, és utána már csak szakmájában dolgozik. 1986-ban a Magyar Művészeti Alap tagja lett és Kovács Andorral közösen megalapította a „LUAN” márkanevet, Budapesten pedig a Haris köz 1. szám alatt üzletet is nyitottak. 1987-től külföldre, a Május 1. Ruhagyárban tervez bőrkollekciókat. A Luan by Lucia szalont a ’90-es években nyitotta meg a Bajcsy-Zsilinszky úton. 1990-ben, első kollekciójával Bécsben, az Offline divathéten debütált, de kiállított a Mode Wochén Münchenben és az IGEDO-n Düsseldorfban is.
1992-ben a barcelonai női magyar olimpiai csapat formaruháját tervezte és kivitelezte, majd 1997-ben A miniszter félrelép című film jelmeztervezője volt férjével, Sümeghy Bélával.

## Díjai, elismerései
- Best of Budapest - Amongst the best fashion designers (2013)
- A Magyar Köztársasági Érdemrend lovagkeresztje (2007)
- Best of Budapest - Best Local Designer díj (1999, 2000, 2001)

## Karrier és cégtörténet
A Lucia Stúdió Kft. 1990-ben alakult, azzal a küldetéstudattal, hogy a magyar divatot újra az őt megillető helyen kezeljék, mind Magyarországon, mind nemzetközi szinten, azáltal, hogy prémiumkategóriás, egyedi ruhaköltemények alkotóműhelyeként, csak a legnemesebb alapanyagok felhasználásával, méretes női szabóságként működik. Fő céljai közé tartozott az is hogy megteremtse a technológiai lehetőségeket ahhoz, hogy egy jól működő, kiterjedt divatház jöhessen létre Magyarországon.
Több nemzetközi eseményen is megjelenik, mint a bécsi OFFLINE Divathéten, a müncheni Mode Woche-n, és a düsseldorfi IGEDO-n. A nemzetközi sajtóban is számos alkalommal írtak róla, olyan lapokban mint a Los Angeles Times, Stern, Brigitte, Le Figaro, Collezioni Donna, Le Journalist, és a Draper’s Records WWB.
A Slow Fashion szellemében megrendezett 2012-es Design Hét résztvevőjeként a Divatház 25 éves múltját feldolgozva állít kiállítást és rendez divatbemutatókat, Luan by Lucia 25 - Idő, Innováció, Design címmel. 

### Együttműködések
- 1998 – 2000 WAN by Lucia Bőr kollekciók szezononként (gyártó: GLORIA 86 konfekcionáló Kft.)
- 1999 – 2004 WAN by Lucia Textilkollekciók létrehozása szezononként (gyártó: Elegant Charme Ruhagyár Budapest)
- 2001 – 2004 Luan by Lucia London kollekciók szezononként (gyártó: STYL Ruhagyár Szombathely), showroom: London9
- 2003 GERBEUAD Ház: Givenchy kiállítás létrehozásában, berendezésében való közreműködés (ruhák javítása, kiállítás berendezése)

### Szakértői tevékenység
- 2011 Magyar Kereskedelmi és Iparkamara SzakmaSztár 2011 szakmai verseny Férfiszabó, Női szabó szakképesítésben vizsgaelnök
- 2012. október – Magyar Kereskedelmi és Iparkamara SzakmaSztár 2013 „Női szabómester szakmai és vizsgakövetelmények” lektorálása
- 2012 Remese – környezettudatos gyerekruha-tervező verseny zsűritagja [5]
- 2012-2017 Magyar Kereskedelmi és Iparkamara SzakmaSztár 2017 szakmai versenynői szabó és férfiszabó kategória, vizsgabizottsági elnök

### Tehetséggondozás
- 2012 Lucia Divatakadémia regisztrált Tehetségpont
- 2012-2017 a La femme Magazin 50 Tehetséges Magyar Fiatal Mentorprogram mentora[6]

### Kollekciók
- 1993 - Rózsák Világa
- 1994 - A gomb
- 1996 - Ezredvégi Reneszánsz
- 1999 - Tűz és Jég
- 2000 - Horoszkóp
- 2001 - Sparkling Diamonds
- 2002 - Sky Collection
- 2004 - Természet Adománya
- 2005 - Freskó
- 2008 - Észak legendái
- 2009 - A Színek Rejtett Üzenete
- 2012 - Aranyló szépség

## Lucia Divatakadémia
A Lucia Divatakadémia 2012 júniusában jön létre. Az Akadémia fontos feladatának tartja, hogy hallgatói a szakmai tudás megszerzése mellett bővítsék komfortzónájuk, megismerjék önmaguk és kialakítsanak egy követhető jövőképet.
Az Akadémia kurzusai 
- Orientációs hét
- Divatspecializációs modulok
- Couture-kurzusok
- Divatrajz kurzus
- Felvételi előkészítő
- Divatmarketing
- Luxury Branding
- Personal Branding
- Az első kollekcióm
- Fashion Business Workshop
- Szövőkurzus
- Modellezés

Az oktatás S. Hegyi Lucia tervezőnő vezetésével zajlik, egy jelentős szakmai tapasztalattal rendelkező csapat által. Archiválva 2013. augusztus 4-i dátummal a Wayback Machine-ben

## Luan Lélek-Forma Stúdió
A Stúdió a Divatház 25 éves fennállásának alkalmából jött létre, S. Hegyi Lucia divattervező ars poeticája nyomán, mely szerint úgy lehet igazán magabiztos fellépése valakinek, hogyha békében van testileg és lelkileg, és ez tükröződik öltözködésén is. A Stúdió célja lehetőséget nyújtani gyógyulásra, feltöltődésre, relaxációra a divatház vendégeinek és új látogatóknak egyaránt. Sokféle csoportos (hatha jóga, clubbel jóga) és egyéni program (Soul branding) Archiválva 2018. március 2-i dátummal a Wayback Machine-ben és kezelés közül válogathatnak az érdeklődők (masszázsok, kineziológiai kezelések, családállítás, humanisztikus asztrológia, holisztikus coaching). Archiválva 2018. március 2-i dátummal a Wayback Machine-ben